# Liste der Mitglieder der Badischen Ständeversammlung 1839 und 1840
Diese Liste umfasst die Mitglieder der Ständeversammlung des Großherzogtums Baden für die Sessionen der Jahre 1839 und 1840.
Während dieser Zeit kam der 9. Badische Landtag vom 6. April 1839 bis zum 20. Juli 1839 und nach der Vertagung und Wiedereröffnung vom 9. März 1840 bis zum 18. Juli 1840 in insgesamt 47 Sitzungen der Ersten Kammer und 135 Sitzungen der Zweiten Kammer zusammen. Danach schloss der Landtag bis zur Eröffnung des 10. ordentlichen Landtags im Jahre 1841.

## Präsidium der Ersten Kammer
Präsident: Markgraf Wilhelm von Baden

Vizepräsident: Fürst Karl Egon zu Fürstenberg

2. Vizepräsident: Staatsminister Freiherr von Berckheim

## Mitglieder der Ersten Kammer

### Prinzen des Hauses Baden
- Markgraf Wilhelm von Baden
- Markgraf Maximilian von Baden

### Standesherren
- Fürst Karl Egon zu Fürstenberg
- Fürst Karl zu Leiningen (war nie anwesend)
- Fürst Erwein von der Leyen (war nie anwesend)
- Fürst Georg zu Löwenstein-Wertheim-Freudenberg (war nie anwesend)
- Fürst Karl Friedrich zu Löwenstein-Wertheim-Freudenberg (war nie anwesend)
- Fürst Karl zu Löwenstein-Wertheim-Rosenberg (war nie anwesend)
- Graf Karl Theodor zu Leiningen-Billigheim
- Graf August Clemens zu Leiningen-Neudenau

### Vertreter der katholischen Kirche
- Ignaz Anton Demeter,[1] Erzbischof von Freiburg

### Vertreter der evangelischen Landeskirche
- Ludwig Hüffell,[1] Prälat der Evangelischen Landeskirche

### Vertreter des grundherrlichen Adels

#### Oberhalb der Murg
- Freiherr Heinrich Bernhard von Andlaw-Birseck
- Graf Karl von Kageneck
- Freiherr Maximilian von Landenberg
- Freiherr Christian Friedrich von Türckheim, Major a. D.

#### Unterhalb der Murg
- Freiherr Karl von Adelsheim, Regierungsrat
- Freiherr August Göler von Ravensburg, Oberleutnant
- Freiherr Franz von Kettner, Forstmeister
- Freiherr Adolf Rüdt von Collenberg-Bödigheim

### Vertreter der Landesuniversitäten
- Ludwig Friedrich Eichrodt, Geheimer Referendär, Vertreter der Universität Heidelberg
- Friedrich von Reck, Regierungsdirektor, Vertreter der Universität Freiburg

### Vom Großherzog ernannte Mitglieder
- Staatsminister Freiherr von Berckheim
- Freiherr Karl von Stockhorn, Generalleutnant
- Freiherr Karl von Freystedt, Generalleutnant
- Anton Wolff, Staatsrat
- Freiherr Carl von Lassolaye, Oberst
- Andreas Beck, Geheimer Rat, katholischer Oberkirchenratsdirektor, 1840 ersetzt durch den Geheimen Kriegsrat Friedrich Vogel
- Freiherr Wilhelm Ludwig von Gemmingen, Oberforstmeister
- Carl Rau,[1] Geheimer Hofrat

## Präsidium der Zweiten Kammer
Präsident: Karl Anton Joseph Mittermaier 

Vizepräsidenten: Johann Georg Duttlinger, Karl von Rotteck

## Die gewählten Abgeordneten der Zweiten Kammer

### Stadtwahlbezirke
| Wahlbezirk | Bezeichnung des Wahlbezirks     | Name des Abgeordneten                |
| ---------- | ------------------------------- | ------------------------------------ |
| S1         | Wahlbezirk der Stadt Überlingen | Johann Michael Ignaz Rindenschwender |
| S2         | Wahlbezirk der Stadt Konstanz   | Karl Delisle                         |
| S3         | Wahlbezirk der Stadt Freiburg   | Albert Moritz Willibald Schinzinger  |
| S3         | Wahlbezirk der Stadt Freiburg   | Johann Nepomuk Wetzel                |
| S4         | Wahlbezirk der Stadt Lahr       | Christian Kröll                      |
| S4         | Wahlbezirk der Stadt Lahr       | Konrad Bernhard Ludwig Rettig        |
| S5         | Wahlbezirk der Stadt Offenburg  | Joseph Merk                          |
| S6         | Wahlbezirk der Stadt Rastatt    | Franz Josef Müller                   |
| S7         | Wahlbezirk der Stadt Baden      | Josef Jörger                         |
| S8         | Wahlbezirk der Stadt Karlsruhe  | Maximilian Goll                      |
| S8         | Wahlbezirk der Stadt Karlsruhe  | Friedrich Maximilian Nägele          |
| S8         | Wahlbezirk der Stadt Karlsruhe  | Gottfried Stösser (1839 ausgetreten) |
| S8         | Wahlbezirk der Stadt Karlsruhe  | Adolf Schrickel (1840 eingetreten)   |
| S9         | Wahlbezirk der Stadt Durlach    | Friedrich Wilhelm Weysser            |
| S10        | Wahlbezirk der Stadt Pforzheim  | Christian Bohm                       |
| S10        | Wahlbezirk der Stadt Pforzheim  | Wilhelm Lenz                         |
| S11        | Wahlbezirk der Stadt Bruchsal   | Karl Anton Joseph Mittermaier        |
| S12        | Wahlbezirk der Stadt Mannheim   | Friedrich Lauer                      |
| S12        | Wahlbezirk der Stadt Mannheim   | Georg Sigmund Mohr                   |
| S12        | Wahlbezirk der Stadt Mannheim   | Ernst Ludwig Weller                  |
| S13        | Wahlbezirk der Stadt Heidelberg | Karl Ludwig Posselt                  |
| S13        | Wahlbezirk der Stadt Heidelberg | Jacob Wilhelm Speyerer               |
| S14        | Wahlbezirk der Stadt Wertheim   | Christian Friedrich Platz            |

### Ämterwahlbezirke
| Wahlbezirk | Bezeichnung des Wahlbezirks                                                              | Name des Abgeordneten                   |
| ---------- | ---------------------------------------------------------------------------------------- | --------------------------------------- |
| A1         | Wahlbezirk der Ämter Meersburg, Salem, Pfullendorf und Überlingen                        | Johann Baptist Bekk                     |
| A2         | Wahlbezirk der Ämter Radolfzell, Blumenfeld und Konstanz                                 | Johann Baptist Bader                    |
| A3         | Wahlbezirk der Ämter Stockach, Meßkirch und Engen                                        | Dominicus Vinzenz Ferreri Kuenzer       |
| A4         | Wahlbezirk der Ämter Blumberg, Stühlingen, Bonndorf, Löffingen und Neustadt              | Gerhard Adolf Aschbach                  |
| A5         | Wahlbezirk der Ämter Villingen und Hüfingen                                              | Josef Obkircher                         |
| A6         | Wahlbezirk der Ämter Tiengen, Jestetten, St. Blasien und Waldshut                        | Josef Zentner                           |
| A7         | Wahlbezirk der Ämter Säckingen, Laufenburg und Schönau                                   | Johann Nepomuk Malzacher                |
| A8         | Wahlbezirk der Ämter Schopfheim und Kandern                                              | Johann Michael Scheffelt                |
| A9         | Wahlbezirk des Amtes Lörrach                                                             | Johann Georg Grether                    |
| A10        | Wahlbezirk des Amtes Müllheim                                                            | Nicolaus Blankenhorn                    |
| A11        | Wahlbezirk der Ämter Staufen und Heitersheim                                             | Josef Anton Martin                      |
| A12        | Wahlbezirk des Amtes Altbreisach mit zum Stadtamt Freiburg zugehörigen Landorten         | Johann Nepomuk Seramin                  |
| A13        | Wahlbezirk des Landamtes Freiburg (I) und des Amtes St. Peter                            | Johann Georg Duttlinger                 |
| A14        | Wahlbezirk des Landamtes Freiburg (II) und der Ämter Waldkirch und Elzach                | Christian Reichenbach                   |
| A15        | Wahlbezirk des Amtes Emmendingen                                                         | Ludwig Frobenius von Dürrheimb          |
| A16        | Wahlbezirk der Ämter Endingen und Kenzingen                                              | Karl Wenzeslaus Rodecker von Rotteck    |
| A17        | Wahlbezirk der Ämter Triberg, Hornberg, Wolfach und Haslach                              | Franz Xaver Litschgi                    |
| A18        | Wahlbezirk des Amtes Ettenheim                                                           | Franz Gschrey                           |
| A19        | Wahlbezirk des Amtes Lahr                                                                | Daniel Völcker                          |
| A20        | Wahlbezirk des Amtes Offenburg mit Teilen des Amtes Appenweier                           | Franz Michael Knapp                     |
| A21        | Wahlbezirk der Ämter Gengenbach und Oberkirch mit Teilen des Amtes Appenweier            | Franz Joseph von Buß (1840 ausgetreten) |
| A21        | Wahlbezirk der Ämter Gengenbach und Oberkirch mit Teilen des Amtes Appenweier            | Karl Hundt (1840 eingetreten)           |
| A22        | Wahlbezirk der Ämter Rheinbischofsheim und Kork                                          | Anton Christ                            |
| A23        | Wahlbezirk der Ämter Achern und Bühl                                                     | Franz Josef Peter                       |
| A24        | Wahlbezirk der Ämter Ettlingen und Rastatt                                               | Philipp Ludwig Seltzam                  |
| A25        | Wahlbezirk der Ämter Baden, Gernsbach und Steinbach                                      | Adolf Sander                            |
| A26        | Wahlbezirk des Landamtes Karlsruhe mit Teilen des Landamtes Bruchsal                     | Carl Baumgärtner                        |
| A27        | Wahlbezirk der Ämter Durlach und Stein                                                   | Karl Georg Hoffmann                     |
| A28        | Wahlbezirk des Amtes Pforzheim                                                           | Rudolf Deimling                         |
| A29        | Wahlbezirk des Amtes Bruchsal mit Teilen des Amtes Eppingen                              | Christof Franz Trefurt                  |
| A30        | Wahlbezirk des Amtes Bretten mit Teilen des Amtes Eppingen                               | Franz Anton Regenauer                   |
| A31        | Wahlbezirk der Ämter Philippsburg und Schwetzingen                                       | Johann Adam von Itzstein                |
| A32        | Wahlbezirk der Ämter Wiesloch und Neckargmünd                                            | Jakob David Greiff                      |
| A33        | Wahlbezirk des Amtes Sinsheim mit Teilen des Amtes Eppingen                              | Christian Wilhelm Gerbel                |
| A34        | Wahlbezirk des Amtes Heidelberg                                                          | Wilhelm Helmreich                       |
| A35        | Wahlbezirk der Ämter Ladenburg und Weinheim                                              | Karl Theodor Welcker                    |
| A36        | Wahlbezirk des Amtes Neckarbischofsheim mit Teilen des Amtes Mosbach (links des Neckars) | Gottlieb Friedrich Lang                 |
| A37        | Wahlbezirk des Amtes Eberbach mit Teilen des Amtes Mosbach (rechts des Neckars)          | Friedrich Theodor Schaaf                |
| A38        | Wahlbezirk der Ämter Buchen und Osterburken                                              | Franz Bernhard Mördes                   |
| A39        | Wahlbezirk des Amtes Boxberg                                                             | Alban Alois Leiblein                    |
| A40        | Wahlbezirk der Ämter Tauberbischofsheim und Gerlachsheim                                 | Franz Michael Steinam                   |
| A41        | Wahlbezirk der Ämter Wertheim und Walldürn                                               | Vollrath Vogelmann                      |

## Belege und Anmerkungen
1. 1 2 3 4 5 6 7 8 9 10 11  Dieser Mandatsträger ist in den amtlich veröffentlichten Abgeordnetenlisten als promovierter Akademiker ausgewiesen, d. h. dort üblicherweise mit einem vor dem Namen stehenden Doktor-Grad verzeichnet
2. 1 2  Bis 1931 hieß die Stadt Baden-Baden nur Baden.